# Asunto de los Pasquines
El Asunto de los Pasquines (l’Affaire des placards) fue un acontecimiento que se produjo en Francia la noche del 17 al 18 de octubre de 1534
y que precipitó los acontecimientos que terminaron en las Guerras de Religión.  El asunto supuso el fin de las políticas de conciliación de Francisco I, que anteriormente habían intentado proteger a los protestantes de las más extremas medidas del Parlamento de París, y generó también los ruegos públicos de Felipe Melanchthon invitando a la moderación.
Los pasquines (‘carteles’) fueron unos escritos que se pegaron dicha noche por las calles de París y de otras ciudades de Francia como Tours y Orleans. Estos pasquines fueron fijados incluso en la puerta del dormitorio del rey Francisco I de Francia en el palacio de Amboise.
Los pasquines estaban titulados "Artículos verdaderos acerca de los horribles, grandes e insoportables abusos de la misa papal, inventada directamente contra la Sante Cena de nuestro Señor, único mediador y único Salvador Jesucristo". Los escritos sostenían la posición de Ulrico Zuinglio, quien defendía que la presencia de Cristo en la Eucaristía es solo simbólica. Como el evocador título sugiere, los pasquines atacaban la doctrina católica de la transubstanciación.
Su autor era Antoine Marcourt, pastor de origen picardo de Neuchâtel, y fueron impresos por Pierre de Vingle.
Como respuesta, Francisco I hizo profesión de fe católica e inició la represión de los protestantes, obligándolos a exiliarse y desencadenando una época turbulenta ―guerras de religión de Francia― que no cesaría hasta la promulgación del Edicto de Nantes por parte del rey Enrique IV de Francia en 1598.